# De medicamine facies feminae
De Medicamine Facie Feminae („Îngrijirea tenului”, cunoscut și ca „Arta frumuseții”) este un poem didactic, scris în distihuri elegiace, de către poetul roman Publius Ovidius Naso. În cele 100 de versuri care s-au păstrat, Ovidiu se declară un susținător al folosirii produselor cosmetice de către femeile romane și descrie cinci rețete pentru tratamente faciale.

## Context istoric
Titlul și data aproximativă a poemului sunt menționate într-o altă operă a lui Ovidiu, „Ars Amatoria” ( „Arta de a iubi”), în a treia carte, în care poetul afirmă că a scris deja „o mică lucrare, o cărțulie” despre medicamente sau cosmetice. Opera „Cosmeticele” ( traducerea engleă este „Cosmetics”)  a precedat, probabil,  cartea a treia a „Artei de a iubi”, o operă a cărei compoziție a fost situată de către cercetători diferiți între anul 1 î.Chr. și 8 d.Chr., anul exilării lui Ovidiu. Doar o sută din cele 500-800 de versuri originale au supraviețuit. Acestea au fost împărțite cu grijă în secțiuni, exact la fiecare al cincizecilea vers. Prima secțiune este o introducere elaborată în care Ovidiu prezintă și susține tema lucrării; a doua secțiune cuprinde cinci rețete pentru tratamente cosmetice, ingrediente obișnuite în cantități precise.

## Forma poemului
Acest poem este prima încercare de a compune o elegie didactică. Această specie literară, perfecționată de Ovidiu în a sa „Artă de a iubi”, era un amestec ciudat al stilului moralizator și pedagogic al poeziei didactice și al temelor frivole ale genului elegiac latin. În cea veche și mai cunoscută specie a genului didactic, „Munci și Zile”, poetul grec Hesiod îl muștruluiește pe un frate destrăbălat să ducă o viață bazată pe muncă cinstită. Câteva secole mai târziu, în anul 29 î.Chr., poetul roman Virgil, scriind în latină, dar inspirându-se în parte din Hesiod, publica „Georgicele”, o lucrare al cărei scop manifest era de a da sfaturi agricultorilor. Ovidiu, scriind o generație mai târziu pentru un public căruia „Georgicele” îi erau cunoscute, a folosit limbajul sobru al lui Virgil pentru a instrui tinerele fete „despre cum  îngrijirea poate să îți pună în valoare înfățișarea și cum să îți păstrezi frumusețea”. În loc să folosească hexametrul dactilic a  lui Hesiod și Virgil (Publius Vergilius Maro) , Ovidiu dă recomandări folosind distihurile elegiace, metrica tradițională a poeziei de dragoste. Contrastul între tonul serios și metrica facilă transformă „Îngrijirea feței feminine” într-o parodie a „Georgicelor” lui Virgil.

## Conținut
În a doua jumătate a lucrării „Îngrijirea feței feminine”, Ovidiu arată că stăpânește arta poeziei prin transformarea unui manual plin de detalii tehnice în adevărate versuri. În ciuda introducerii glumețe, cele cinci rețete incluse în ultimele cincizeci de versuri par a fi originale sau cel puțin tratamente cosmetice plauzibile. Un exemplu grăitor este un amestec de orz, măzăriche, ou, corn de cerb, bulb de narcisă, gumă de mestecat, alac toscan ( o specie de grâu, al cărui bob rămâne acoperit de coajă în timpul recoltei) și miere. Ovidiu promite că orice femeie care folosește acest amestec pe tenul ei „va părea în oglindă mai strălucitoare decât oglinda însăși.”
Majoritatea ingredientelor pe care Ovidiu le „prescrie” sunt cu adevărat tratamente faciale și mai multe dintre ele, cum ar fi făina de ovăz, germenii de grâu și albușul de ou sunt și în zilele noastre utilizate în fabricarea cosmeticelor și medicamentelor. Din acest punct de vedere, Ovidiu se află în opoziție cu filosoful naturalist roman, Pliniu cel Bătrân, al cărui compendiu de tratamente faciale includea adesea ingrediente exotice, otrăvitoare sau dezgustătoare.